# Jane (comic strip)
Pour les articles homonymes, voir Jane.

Le mannequin Chrystabel Leighton-Porter posant en Jane pour Norman Pett en 1944.

Jane est une série de bande dessinée du Britannique Norman Pett (en) publiée du 5 décembre 1932 au 10 octobre 1959 dans le Tabloïd The Daily Mirror. D'abord publiée avec des récitatifs en-dessous des cases, la série adopte les phylactères à partir de décembre 1938, devenant alors scénarisée par Don Freeman.
Jane Gay (« Jeanne Joyeuse », jeu de mots sur Jane Grey) est une jeune femme ingénue qui vit diverses mésaventures la conduisant généralement à se retrouver en sous-vêtements. Durant la Seconde Guerre mondiale, Jane, qui aurait contribué à remonter le moral des troupes, devient particulièrement populaire. Une version théâtrale est produite avec Chrystabel Leighton-Porter (en), qui posait régulièrement pour Pett depuis 1940, dans le rôle principal.
Pett est remplacé par son assistant Michael Hubbard en mars 1948 ; l'année suivante Leighton-Porter incarne Jane dans l'adaptation cinématographique The Adventures of Jane (en). La publication du strip s'achève fin 1959 par le mariage de Jane avec Georgie Porgie, un des personnages principaux de la série depuis près de vingt ans.
Diverses tentatives pour relancer la série en bande ont échoué au fil des ans, dont Jane Daughter of Jane d'Alfred Mazure entre 1959 et 1961. Elle a cependant fait l'objet d'adaptations télévisées par la BBC entre 1982 et 1985, avec Glynis Barber dans le rôle de Jane, puis d'une nouvelle adaptation cinématographique en 1987, Jane and the Lost City (en), avec Kirsten Hughes (en) jouant Jane.